# الركراكية (فلم)
الركراكية هو فيلم تلفزيوني مغربي من إخراج كمال كمال سنة 2009، وبطولة كل من فاطمة خير، محمد البسطاوي، رفيق بوبكر، سعيد باي، البشير وكين، وغيرهم.
الفيلم عبارة عن سيرة ذاتية للفنانة التشكيلية المغربية بنحيلة الركراكية (1940 - 2009).

## القصة
تترعرع «الركراكية» في عائلة محافظة، تتشبث بتقاليدها، التي تقوم على تقدير الرجل ومنحه السلطة المطلقة داخل الأسرة. 
تجد نفسها محبوسة بين إثبات الذات، التي يعد خروجا عن المألوف داخل أسرتها، وبين التقاليد والواقع الاجتماعي القاسي، لتفكر في وسيلة للتحرر وإثبات وجودها كامرأة مبدعة في المجال الفني. 
الجانب العاطفي حاضر كذلك في هذه القصة، حيث نكتشف عبر أحداث هذا الفيلم قصة ميول الركراكية لجارها، الذي رحل فجأة، حاملا معه لغز حكاية العشق. فضلا عن المعاناة التي عاشتها الركراكية في بيت الزوجية، إلى حين تمكنها من تحقيق طموحها، لتشارك بذلك في أول معرض تشكيلي بألمانيا.

## روابط خارجية
- فيلم «الركراكية» للمخرج المغربي كمال كمال..: الصورة المضاعفة
- متعة الرسم والموسيقى في فيلم الركراكية